# Kent Kinnear
Kent Kinnear  (* 30. November 1966 in Naperville, Illinois) ist ein ehemaliger US-amerikanischer Tennisspieler.

## Leben
Kinnear studierte zwischen 1984 und 1988 an der Clemson University und wurde 1987 in die Bestenauswahl All-American gewählt. Er wurde 1988 Tennisprofi und spielte zunächst auf Satellite-Turnieren, wo er erste Weltranglistenpunkte sammelte. Im darauf folgenden Jahr gewann er in São Paulo an der Seite von David Wheaton seinen ersten Doppeltitel auf der ATP Challenger Tour. Seinen ersten Doppeltitel auf der ATP World Tour errang er 1991, im gleichen Jahr gelang ihm der Einzeltitel beim Challenger-Turnier von Puebla durch einen Finalerfolg gegen Luis-Enrique Herrera. 1992 wurde eines seiner erfolgreichsten Jahre, er gewann den Einzeltitel beim Challenger-Turnier von Perth und stand im Doppelfinale der Turniere von Wien, Scottsdale sowie den ATP Masters-Turnieren von Miami und Indian Wells. Insgesamt konnte er im Lauf seiner Karriere vier Doppeltitel gewinnen, zudem stand er 15 Mal in einem Finale. Seine höchste Notierung in der Tennis-Weltrangliste erreichte er 1992 mit Position 163 im Einzel und Position 24 im Doppel.
Sein bestes Einzelergebnis bei einem Grand-Slam-Turnier war das Erreichen der zweiten Runde von Wimbledon 1992. In der Doppelkonkurrenz stieß er bei den Australian Open und in Wimbledon bis ins Achtelfinale vor.
Nach dem Ende seiner Profikarriere ist er als Trainer an der University of Illinois tätig. Er ist verheiratet und hat eine Tochter.

## Erfolge
| Legende                       |
| Grand Slam                    |
| Tennis Masters Cup            |
| ATP Masters Series            |
| ATP International Series Gold |
| ATP International Series (4)  |
| ATP Challenger Series (7)     |

### Einzel

#### Turniersiege
| Nr. | Datum             | Turnier | Belag     | Finalgegner          | Ergebnis |
| --- | ----------------- | ------- | --------- | -------------------- | -------- |
| 1.  | 25. November 1991 | Puebla  | Hartplatz | Luis-Enrique Herrera | 6:1, 7:5 |
| 2.  | 30. November 1992 | Perth   | Hartplatz | David Adams          | 6:2, 6:4 |

### Doppel

#### Turniersiege

##### ATP Tour
| Nr. | Datum             | Turnier     | Belag     | Partner            | Finalgegner                    | Ergebnis |
| --- | ----------------- | ----------- | --------- | ------------------ | ------------------------------ | -------- |
| 1.  | 9. September 1991 | Brasília    | Sand      | Roger Smith        | Ricardo Acioly Mauro Menezes   | 6:4, 6:3 |
| 2.  | 17. Oktober 1994  | Peking      | Teppich   | Tommy Ho           | David Adams Andrei Olchowski   | 7:6, 6:3 |
| 3.  | 31. Juli 1995     | Los Angeles | Hartplatz | Brent Haygarth     | Scott Davis Goran Ivanišević   | 6:4, 7:6 |
| 4.  | 8. September 1997 | Bournemouth | Sand      | Aleksandar Kitinov | Alberto Martín Chris Wilkinson | 7:6, 6:2 |

##### Challenger Tour
| Nr. | Datum             | Turnier    | Belag     | Partner           | Finalgegner                       | Ergebnis      |
| --- | ----------------- | ---------- | --------- | ----------------- | --------------------------------- | ------------- |
| 1.  | 24. April 1989    | Itu        | Hartplatz | David Wheaton     | Nelson Aerts Marcos Hocevar       | 6:3, 6:4      |
| 2.  | 6. November 1989  | Bossonnens | Hartplatz | Bret Garnett      | Brett Dickinson Bryan Shelton     | 7:6, 6:3      |
| 3.  | 12. Oktober 1992  | Cherbourg  | Hartplatz | Christian Saceanu | Joost Winnink Tomáš Anzari        | 6:1, 6:4      |
| 4.  | 7. Dezember 1992  | Guangzhou  | Hartplatz | Christian Saceanu | Richard Matuszewski John Sullivan | 6:7, 6:3, 6:4 |
| 5.  | 13. November 1995 | Nantes     | Hartplatz | Sébastien Lareau  | Nicola Bruno Chris Woodruff       | 6:4, 7:6      |

#### Finalteilnahmen
| Nr. | Datum            | Turnier        | Belag       | Partner            | Finalgegner                        | Ergebnis      |
| --- | ---------------- | -------------- | ----------- | ------------------ | ---------------------------------- | ------------- |
| 1.  | 15. April 1990   | Tokio          | Hartplatz   | Brad Pearce        | Mark Kratzmann Wally Masur         | 6:3, 3:6, 4:6 |
| 2.  | 15. April 1991   | Seoul (1)      | Hartplatz   | Sven Salumaa       | Alex Antonitsch Gilad Bloom        | 6:7, 1:6      |
| 3.  | 12. August 1991  | Indianapolis   | Hartplatz   | Sven Salumaa       | Ken Flach Robert Seguso            | 6:4, 1:6, 2:6 |
| 4.  | 24. Februar 1992 | Scottsdale (1) | Hartplatz   | Sven Salumaa       | Mark Keil Dave Randall             | 6:7, 4:6      |
| 5.  | 2. März 1992     | Indian Wells   | Hartplatz   | Sven Salumaa       | Steve DeVries David Macpherson     | 6:4, 3:6, 3:6 |
| 6.  | 9. März 1992     | Miami          | Hartplatz   | Sven Salumaa       | Ken Flach Todd Witsken             | 4:6, 3:6      |
| 7.  | 25. Oktober 1992 | Wien           | Teppich (i) | Udo Riglewski      | Ronnie Båthman Anders Järryd       | 3:6, 5:7      |
| 8.  | 25. April 1994   | Seoul (2)      | Hartplatz   | Sébastien Lareau   | Stéphane Simian Kenny Thorne       | 4:6, 6:3, 5:7 |
| 9.  | 10. Juli 1994    | Newport (1)    | Rasen       | David Wheaton      | Alex Antonitsch Greg Rusedski      | 4:6, 6:3, 4:6 |
| 10. | 15. Oktober 1995 | Tel Aviv       | Hartplatz   | David Wheaton      | Jim Grabb Jared Palmer             | 4:6, 5:7      |
| 11. | 14. Januar 1996  | Jakarta        | Hartplatz   | Dave Randall       | Rick Leach Scott Melville          | 1:6, 6:2, 1:6 |
| 12. | 14. April 1996   | Hongkong       | Hartplatz   | Dave Randall       | Patrick Galbraith Andrei Olchowski | 3:6, 7:6, 6:7 |
| 13. | 29. April 1996   | Seoul (3)      | Hartplatz   | Kevin Ullyett      | Rick Leach Jonathan Stark          | 4:6, 4:6      |
| 14. | 13. Juli 1997    | Newport (2)    | Gras        | Aleksandar Kitinov | Justin Gimelstob Brett Steven      | 3:6, 4:6      |
| 15. | 8. März 1998     | Scottsdale (2) | Hartplatz   | David Wheaton      | Cyril Suk Michael Tebbutt          | 6:4, 1:6, 6:7 |